# لالاخال
لالاخال (به لاتین: Lalakhal) یک رود در بنگلادش است که در Jaintiapur Upazila واقع شده‌است.
 لالاخال ۴ کیلومتر مربع مساحت دارد.